# Toivo Lehto
Toivo Johannes Lehto, född 31 mars 1907 i Villnäs, död 28 mars 1993, var en finländsk skådespelare.
Lehto medverkade i 34 filmer och TV-uppsättningar mellan 1944 och 1983 samt tilldelades 1958 Pro Finlandia-medaljen. Han var gift med skådespelaren Senni Nieminen 1937–1943.